# Fried-Lübbecke-Grundschule
Die Fried-Lübbecke-Grundschule ist eine Grundschule in Frankfurt am Main. Die Schule liegt im Stadtteil Eschersheim  und wird von rund 183 Schülern besucht. Die Schule wurde 1962 gegründet und ist nach dem deutschen Kunsthistoriker Fried Lübbecke (1883–1965) benannt. Angrenzend befindet sich das Eschersheimer Freibad.

## Beschreibung
Die Schule ist zwei- bis dreizügig.  Das Personal besteht aus zehn Klassenlehrerinnen, drei Fachlehrerinnen, einem Schulleiter, einem Hausmeister, einer Sekretärin und einem französischen Austauschlehrer.

### Fremdsprachenunterricht
Anders als in vielen anderen Grundschulen wird in der Fried-Lübbecke-Grundschule Französisch als erste Fremdsprache unterrichtet. In der ersten und zweiten Klasse wird Französisch als Arbeitsgemeinschaft (AG) angeboten, ab der dritten Klasse gibt es für alle Französischunterricht. Englisch wird in einer Englisch-AG für alle Klassen angeboten.

### Förderverein
Der Förderkreis der Fried-Lübbecke-Grundschule e.V. wurde im August 2000 gegründet. Der ehrenamtlich geleitete Verein war zuerst für das Betreuungsangebot zuständig. Im Sommer 2011 wurde diese Aufgabe jedoch vom Evangelischen Verein für Jugendsozialarbeit übernommen. Jetzt organisiert der Verein  eigene Projekte, zum Beispiel Flohmärkte, Weihnachtsbasare oder Bastelnachmittage. Finanziell unterstützte der Förderverein auch die Anschaffung von digitalen Whiteboards, die Verschönerung des Schulhofes und die Gestaltung der Klassenräume.

### Betreuungsangebote
Seit 2011 gibt es ein Betreuungsangebot der Fried-Lübbecke-Grundschule, das vom Evangelischen Verein für Jugendsozialarbeit getragen wird. Das Angebot umfasst ein warmes Mittagessen und Betreuung bis 15 Uhr bzw. 17 Uhr. Die Nachmittagsbetreuung ist kostenpflichtig. Außerdem gibt es eine Frühbetreuung von 7:30 Uhr bis 8:45 Uhr.

## Geschichte
Die Schule wurde 1962 als Eschersheimer Volksschule gegründet. 1968 bezog die Schule das Schulgebäude „Im Uhrig“. 1985 wurde die Schule zum 20. Todestag von „Altstadtvater“ Fried Lübbecke zur Fried-Lübbecke-Grundschule umbenannt. 1999 wurde das Schulgebäude saniert. Dabei entstand auch ein Raum für eine Schülerbücherei.